# Albert E. Smith

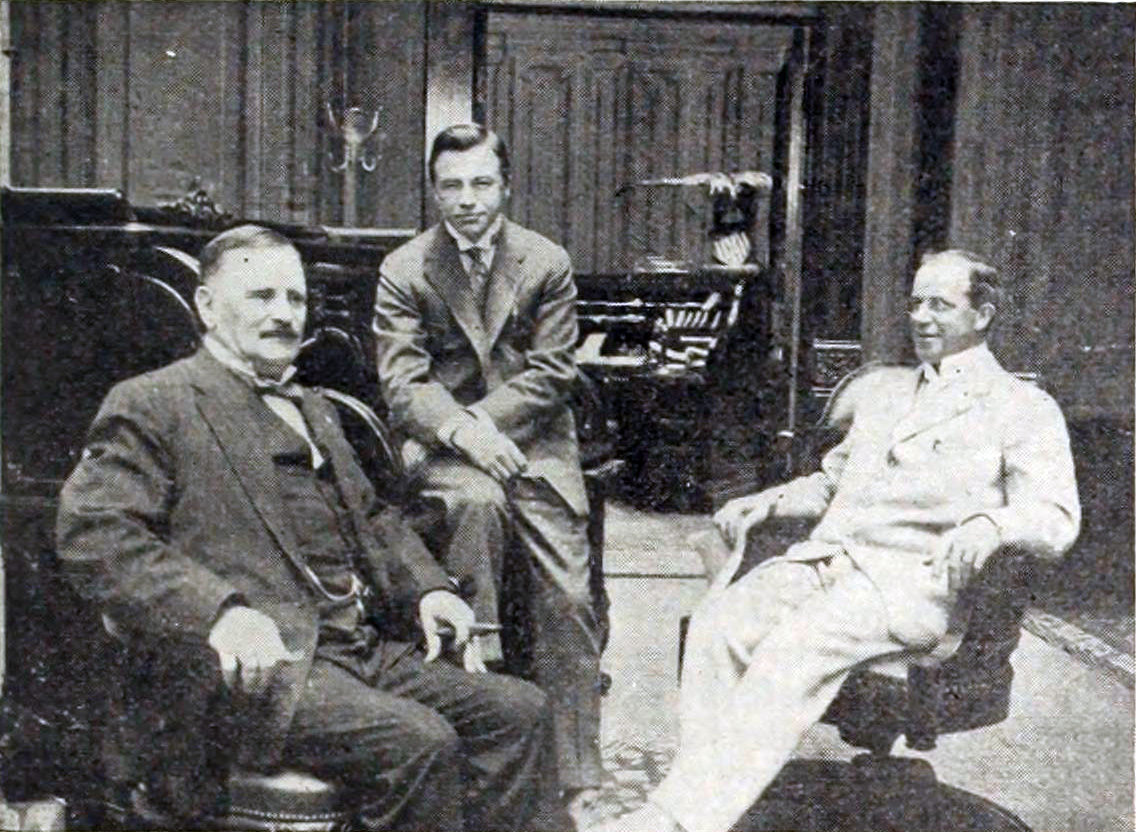
William T. Rock, Albert E. Smith y James Stuart Blackton. Ilustración en The Moving Picture World

Albert E. Smith (4 de junio de 1875 – 1 de agosto de 1958) fue un ilusionista, director, productor y guionista cinematográfico estadounidense de origen inglés, cuya carrera transcurrió en la época del cine mudo. En 1887 fundó, junto a James Stuart Blackton, los Vitagraph Studios.

## Biografía
Su nombre completo era Albert Edward Smith, y nació en Faversham, Inglaterra. Su familia emigró a los Estados Unidos siendo él todavía un niño. Más adelante formó una compañía itinerante con los inmigrantes británicos James Stuart Blackton y Ronald Reader, presentando números de magia, ventriloquia y recitados.
En 1896 adquirieron un Vitascopio Edison, y en 1897 Blackton y Smith empezaron a producer cine mudo bajo los nombres 'Edison Vitagraph' y después 'Commercial Advertising Bureau'. Como 'American Vitagraph', Blackton y Smith destacaron en 1898 con filmes como The Battle of Manilla Bay y Tearing Down the Spanish Flag (ambos cortos de propaganda inspirados en la Guerra hispano-estadounidense), así como con el corto de animación The Humpty Dumpty Circus. Además de director y productor, también fue actor y guionista de sus filmes.
Tras diversos problemas legales con la compañía Edison, los Vitagraph Studios se trasladaron en 1905 a Flatbush, en el barrio de Brooklyn. En 1910, Vitagraph abrió una sede permanente en California con actores, directores y guionistas, entre otro personal, siendo dirigidos por el hermano mayor de Albert, W. S. Smith. La compañía rodó en diversos lugares del país, filmando por vez primera una película en el Gran Cañón. Finalmente, los estudios se localizaron en Hollywood, en unas instalaciones que actualmente siguen activas y que reciben el nombre de The Prospect Studios. Sin embargo, acabada la Primera Guerra Mundial surgieron problemas económicos, y en 1925 Smith vendió los estudios a Warner Brothers y se retiró del mundo del cine.
En 1952 Albert E. Smith, junto a Phil A. Koury, publicó su autobiografía, Two Reels and a Crank. El libro da detallada cuenta de la fundación y evolución de Vitagraph Studios, y de las aventuras que pasó Smith filmando situaciones como el asesinato del presidente William McKinley y la segunda guerra bóer, o como la participación de Teddy Roosevelt en la batalla de las Colinas de San Juan (Cuba). También menciona la expansión de Vitagraph y la construcción de un laboratorio en París, Francia, que cuadruplicó la cuantía de lo filmado en los Estados Unidos antes del inicio de la Primera Guerra Mundial. 
En marzo de 1948, Smith recibió el Óscar honorífico en la vigésima ceremonia de entrega de los premios, siendo el suyo presentado por Jean Hersholt.
Albert E. Smith falleció en 1958 en Los Ángeles, California. Fue enterrado en el cementerio Forest Lawn Memorial Park, en Glendale (California). Se había casado tres veces, siendo actrices dos de sus esposas, Jean Paige y Hazel Neason.